# آبشار تنگ زندان
آبشار تنگ زندان(کِرودیکُن) یکی از صعب‌العبورترین آبشارهای ایران است که در منطقه حفاظت‌شده سبزکوه از توابع استان چهارمحال و بختیاری قرار دارد. کرودیکن شامل «کر» به معنای «مه» و «دی» به معنای «دود» است. بنابراین کِرودیکُن در زبان محلی به معنای مه دود مانند است
این آبشار برای نخستین باردرسال 1383 توسط حمیدامینی کارشناس اداره کل میراث فرهنگی وگردشگری چهار محال وبختیاری عکاسی و در کتاب "درهمسایگی آسمان " ، کتابچه ی راهنمای استان چهار محال وبختیاری براساس گویش بختیاری نامگذاری ومعرفی گردید.

## موقعیت جغرافیایی
آبشار تنگ زندان در فاصله ۳۰ کیلومتری شمال لردگان بین دیواره‌های سنگی بلندی قرار دارد. این آبشار، سبزکوه را از کوه هزار دره در بخش مرکزی زاگرس در جنوب غربی ایران جدا می‌کند.
دره تنگ زندان با ارتفاع ۲ هزار و ۶۰۰ متر یکی از صعب‌العبورترین و خشن‌ترین کوه‌های ایران است که بین شهرستان اردل و شهرستان لردگان قرار دارد و دارای چشم‌اندازهای جنگلی و کوهستانی است. این دره یکی از زیباترین و فنی‌ترین دره‌های کشور و برخوردار از ۴۲ کارگاه فرود و هشت مرحله پرش برای دره نوردان حرفه‌ای است. به سبب شیب زیاد و نبود راه مالرو که حتی اجازه ورود به عشایر را نمی‌دهد، شاید تنها نقطه بکر در استان چهارمحال و بختیاری باشد.
دره تنگ زندان حدود ۱۰ آبشار مرتفع را در دل خود جا داده‌است که آبشارهای کردیکن از مهم‌ترین آنها هستند.

## ویژگی‌ها
آبشار ۱۰۰ متری تنگ زندان با هشت آبشار کوچک در شمال منطقه حفاظت شده سبزکوه قرار دارد که بزرگ‌ترین آبشار ایران به‌شمار می‌رود و در بین بومی‌های منطقه به آبشار دودی یا کرودیکن معروف است که پس از سرازیر شدن از دل صخره در نهایت به رودخانه «سبزکوه» می‌ریزد و در ادامه به رودخانه «کره بس» می‌پیوندد.
تنگ زندان بیش از ۱۰ آبشار مرتفع را در دل خود جای داده‌است. این آبشار از طریق شهر لردگان به منطقه مشایخ شهرستان اردل قابل دسترسی است و در موقعیتی صعب العبور قرار دارد که تنها کوهنوردان حرفه‌ای می‌توانند از این منطقه بازدید کنند. این منطقه یکی از مناطق صعب‌العبور ایران شمرده می‌شود و عبور از دره تنگ‌زندان نیازمند برخورداری از توان بدنی بسیار بالا، شنا در آب‌های جاری و حرفه‌ای بودن در فن دره‌نوردی است. منشأ آب آن، چشمه‌ای در ۵۰ متری پرتگاه آن است.